# Seni e uova
Seni e uova (乳と卵, Chichi to Ran) è un racconto breve di Mieko Kawakami, pubblicato da Bungeishunjū a febbraio del 2008 e vincitore del 138º premio Akutagawa.
Nel 2019 Kawakami ha pubblicato il romanzo Natsu Monogatari (夏物語, Racconti estivi) che include una versione estesa e completamente riscritta del racconto breve del 2008, integrato da una seconda parte che funge da seguito degli stessi personaggi e ambientata nel 2016, otto anni dopo la storia originale.
In Italia l'adattamento di Natsu Monogatari è stato pubblicato nel 2020 da Edizioni e/o con il titolo Seni e uova, nella traduzione di Gianluca Coci.
La novella originaria, suo esordio letterario, era stata pubblicata dapprima sotto forma di serie di post sul seguitissimo blog dell’autrice.

## Trama
I protagonisti del romanzo sono quasi esclusivamente donne con le uniche eccezioni impersonate da Jun Aizawa e da un anonimo aspirante donatore di sperma; gli altri personaggi maschili sono evocati o raccontati, ma non compaiono mai nell'azione.
Il romanzo si divide in due parti: la parte uno è una riscrittura dei precedenti post sul blog, mentre la sezione due ritrova la narratrice otto anni dopo.

### Parte uno
Natsuko Natsume è un'aspirante scrittrice di trent'anni, originaria di Osaka e trasferitasi a Tokyo da diverso tempo, che si mantiene con una serie di lavoretti e che vive molto modestamente in un minuscolo bilocale. Lei, la madre e la sorella maggiore Makiko sono fuggite dal padre nullafacente e violento quando Natsuko aveva sette anni, trasferendosi a vivere dalle nonna materna. Sia la madre che la nonna però sono morte quando Natsuko era ancora una ragazzina; Makiko ha lasciato gli studi per mantenerla e da allora lavora come hostess in un locale (una sorta di cameriera che offre anche compagnia per bere e conversazione), un lavoro insicuro e malpagato. Makiko ha una figlia dodicenne, Midoriko, di cui leggiamo stralci di diario alternati alla narrazione in prima persona di Natsuko.
Makiko e Midoriko vengono a Tokyo perché Makiko vorrebbe rifarsi il seno e ha preso appuntamento in una costosa clinica privata per un consulto. Da diverso tempo la cosa è diventata un'ossessione per lei, che non parla d'altro; inoltre è dimagrita moltissimo, cosa che sorprende e preoccupa Natsuko, che teme sia malata ma non riesce ad affrontare l'argomento. Da mesi Midoriko non rivolge la parola alla madre, senza volerne spiegare il motivo, né parla con la zia. Dalle pagine del suo diario si apprende che la propria imminente pubertà la sconvolge e la disgusta, e che vive la fissazione della madre per il proprio corpo come un rimprovero nei suoi confronti, per essere venuta al mondo.
Una discussione catartica, che mette finalmente a confronto madre e figlia, chiude la sezione.

### Parte due
Sono passati otto anni, e Natsuko ha pubblicato un libro, che ha avuto un buon successo sia di critica che di pubblico; ora riesce a mantenersi con la scrittura, mantenendo rubriche fisse su diverse riviste e scrivendo articoli, e ha in cantiere un secondo libro, che però non riesce a terminare. Ha un buon rapporto di amicizia con la sua editor Ryoko Sengawa e con una scrittrice di successo, Rika Yusa, che vive da sola con sua figlia. Inizia a desiderare un bambino, pur essendo single e asessuale e sapendo che la procreazione assistita in Giappone è riservata unicamente alle coppie. Per cercare di informarsi frequenta blog e incontri sul tema e conosce Jun Aizawa, figlio di un donatore anonimo, che fa volontariato in un'associazione di persona con esperienze analoghe e organizza incontri di sensibilizzazione. I due continuano a frequentarsi e si innamorano, nonostante l'assenza di desiderio sessuale di Natsuko e il fatto che Jun sia fidanzato. Il romanzo termina con Natsuko che sta per partorire il figlio che desidera, avuto da Jun tramite procreazione assistita, e che ha deciso di allevare in autonomia.

## Critica
Lo scrittore Shintarō Ishihara ha descritto il romanzo come "sgradevole e intollerabile" mentre Haruki Murakami ha dichiarato che l'autrice l'ha "lasciato senza fiato".